# Phradis denticulatus
Phradis denticulatus är en stekelart som beskrevs av Andrey Ivanovich Khalaim 2007. Phradis denticulatus ingår i släktet Phradis och familjen brokparasitsteklar. Inga underarter finns listade i Catalogue of Life.